# 썬 마이크로시스템즈
썬 마이크로시스템즈(Sun Microsystems, Inc., 나스닥: JAVA)는 컴퓨터, 소프트웨어, 정보 기술을 개발 및 제공하는 미국의 회사로 1982년 2월 24일에 안드레아스 폰 벡톨샤임, 비노드 코슬라, 스콧 맥닐리 3인이 설립하였다. 이후 빌 조이(Bill Joy)가 영입되었으며, 제4 공동창업자로 간주된다. 흔히 썬이라 약칭한다. '네트워크가 곧 컴퓨터다'(The Network is the Computer)라는 슬로건을 사용하였다.
썬은 자사의 스팍 프로세서와 AMD의 Opteron 및 Intel의 Xeon 프로세서를 채용한 서버와 워크스테이션을 판매하였으며, 솔라리스 운영 체제, 자바 플랫폼, NFS, ZFS 파일 시스템 등을 비롯한 여러 소프트웨어들을 개발하였다.
2009년 4월 20일, 썬 마이크로시스템즈는 자사가 오라클에 인수된다는 것을 발표했다. 이듬해 2010년 1월 27일 썬 마이크로시스템즈는 오라클에 공식 합병되었다.

## 같이 보기
- 넷빈즈